# 킹스 나이트 오프닝
킹스 나이트 오프닝(King's Knight Opening)은 다음 수순으로 구성된 체스 오프닝이다.
1. e4 e5
2. Nf3
백의 두 번째 수는 e폰을 공격한다. 흑은 보통 2...Nc6으로 이를 방어하며, 이는 여러 이름 붙은 오프닝으로 이어진다. 대안 중 가장 중요한 것은 페트로프 디펜스 (2...Nf6)와 필리도어 디펜스 (2...d6)이다.

## 주요 라인: 2...Nc6
대부분의 게임(80% 이상)은 2...Nc6으로 이어진다.
여기서 몇 가지 수순은 다음과 같다.
- 3. Bb5: 루이 로페즈
  - 3...a6: 루이 로페즈, 모피 디펜스 (메인라인)
  - 3...Nf6: 루이 로페즈, 베를린 디펜스
  - 3...d6: 루이 로페즈, 스테이니츠 디펜스
  - 3...f5: 루이 로페즈, 슐리만 디펜스
  - 3...Bc5: 루이 로페즈, 클래시컬 디펜스
- 3. Bc4: 이탈리안 게임
  - 3...Bc5: 지우코 피아노
  - 3...Nf6: 투 나이츠 디펜스
  - 3...d6: 세미 이탈리안 오프닝
- 3. d4: 스코치 게임
- 3. Nc3: 쓰리 나이츠 게임
  - 3...Nf6: 포 나이츠 게임
  - 3...g6: 쓰리 나이츠 게임 (메인라인)
- 3. c3: 폰지아니 오프닝

## 다른 흑의 방어
대안 중에서 2...Nf6 (페트로프 디펜스)는 완전히 존중할 만한 것으로 간주되며 그랜드마스터 게임에서 흔히 볼 수 있다. 필리도어 디펜스는 플레이 가능하지만 더 드물게 보인다.
- 2...Nf6: 페트로프 디펜스 (C42)
- 2...d6: 필리도어 디펜스 (C41)

### 덜 일반적인 방어수
여러 덜 인기 있는 수순도 가능하다. 이 오프닝은 일반적으로 위에서 언급된 오프닝들보다 견고함이 떨어진다고 간주된다. 이 오프닝은 모두 ECO에서 C40 코드로 분류된다.
- 2...f5: 라트비아 갬빗
- 2...d5: 엘리펀트 갬빗
- 2...Qe7: 군데람 디펜스
- 2...f6: 다미아노 디펜스
- 2...Qf6: 그레코 디펜스
- 2...Bc5: 부시-가스 갬빗

## 참고 문헌
- Batsford Chess Openings 2 (1989, 1994). Garry Kasparov, Raymond Keene. ISBN 0-8050-3409-9.